# 蕉城镇 (宁德)
蕉城镇是福建省宁德市蕉城区历史上的一个行政建制镇，是宁德县自建县以来的行政中心，以及1969年后闽东北地区的行政中心所在地，始设于民国29年（1940年），由原宁德县城关联保改制而来，历经县辖区、人民公社等数次沿革，于1984年最后一次以“蕉城镇”命名该区域，1991年后分设为蕉南街道和蕉北街道。

## 历史
蕉城地处白鹤山下，历史上曾有鹤场之称，旧城形似蕉叶，故称蕉城。自宁德建县始一直为县治所在地。1940年，宁德县城关联保改置蕉城镇，隶属于县第一区。中华人民共和国成立后，为宁德县人民政府驻地。1949年底，为全县下设5个区的第一区。1950年12月，改称城关区。1952年，复称第一区。1955年，改设蕉城镇。1958年8月，改立蕉城人民公社。1961年8月，复称蕉城镇。1966年7月，复立蕉城人民公社。1980年10月，撤销蕉城人民公社，改称城关人民公社。同年11月，改称城关镇。1984年10月，改称蕉城镇。1991年5月，撤销镇建制，分设蕉南、蕉北两个街道办事处。